# Percy (banda sonora)
Percy es la banda sonora de la película cómica Percy, compuesta e interpretada por la banda británica de rock The Kinks, junto a arreglos orquestales dirigidas por Stanley Myers. Todas las canciones fueron compuestas por Ray Davies. 

## Lista de canciones
Todas las canciones escritas y compuestas por Ray Davies. 
| Cara A |                                     |          |  |
| N.º    | Título                              | Duración |  |
| 1.     | «God's Children»                    | 3:16     |  |
| 2.     | «Lola» (instrumental)               | 4:46     |  |
| 3.     | «The Way Love Used to Be»           | 2:15     |  |
| 4.     | «Completely» (instrumental)         | 3:41     |  |
| 5.     | «Running Round Town» (instrumental) | 1:06     |  |
| 6.     | «Moments»                           | 2:57     |  |

| Cara B |                                       |          |  |
| N.º    | Título                                | Duración |  |
| 7.     | «Animals In The Zoo»                  | 2:22     |  |
| 8.     | «Just Friends»                        | 2:38     |  |
| 9.     | «Whip Lady» (instrumental)            | 1:20     |  |
| 10.    | «Dreams»                              | 03:45    |  |
| 11.    | «Helga» (instrumental)                | 1:57     |  |
| 12.    | «Willesden Green»                     | 2:27     |  |
| 13.    | «God's Children - End» (instrumental) | 0:29     |  |

| Pistas adicionales en la reedición en CD |                                          |          |  |
| N.º                                      | Título                                   | Duración |  |
| 14.                                      | «Dreams»                                 | 1:40     |  |
| 15.                                      | «Moments»                                | 0:44     |  |
| 16.                                      | «The Way Love Used To Be» (versión uno)  | 0:58     |  |
| 17.                                      | «The Way Love Used To Be» (versión dos)  | 2:06     |  |
| 18.                                      | «The Way Love Used To Be» (versión tres) | 1:03     |  |

## Personal
- Ray Davies - voz, guitarra
- Dave Davies - guitarra, voz
- John Dalton - bajo, voz principal en "Willesden Green"
- John Gosling - teclados
- Mick Avory - batería